# 平春國
平春国，东汉封国之一，存在时间为79年—80年，治所在今河南省信阳市西北。包括今湖北省东部。
汉章帝建初四年（79年）四月辛卯，汉章帝第二子刘全被立为平春王。撤销江夏郡，新设平春国。下辖平春县、西陵县、西阳县、轪国、𫑡县、竟陵国、云杜县、沙羡县、邾县、下雉县、蕲春国、鄂县、南新市国、安陆县。当年刘全薨逝，谥号悼，葬在京师，无子。建初五年（80年），撤销平春国，改设江夏郡。